# 昂博尼勒
昂博尼勒（法語：Ambonil，法語發音：[ɑ̃bɔnil]）是法国德龙省的一个市镇，属于瓦朗斯区。

## 地理
昂博尼勒（44°47'40"N, 4°54'30"E）面积1.23 平方千米，位于法国奥弗涅-罗讷-阿尔卑斯大区德龙省，该省份为法国东南部内陆省份，北起顺时针与伊泽尔省、上阿尔卑斯省、上普罗旺斯阿尔卑斯省、沃克吕兹省和阿尔代什省接壤。
与昂博尼勒接壤的市镇（或旧市镇、城区）包括：阿莱克斯、蒙图瓦松。

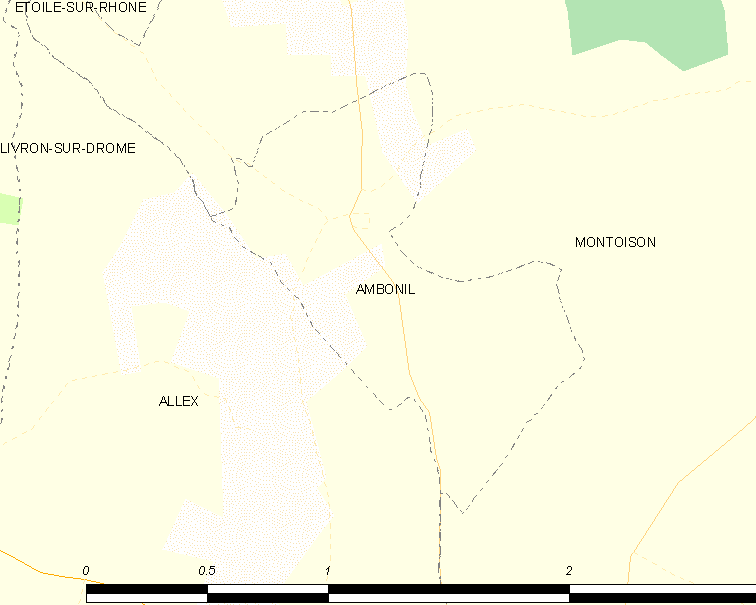
昂博尼勒的OSM定位图

昂博尼勒的时区为UTC+01:00、UTC+02:00（夏令时）。

## 行政
昂博尼勒的邮政编码为26800，INSEE市镇编码为26007。

## 政治
昂博尼勒所属的省级选区为德龙河畔洛里奥勒县。

## 人口

1962-2008年间昂博尼勒人口变化图示

昂博尼勒于2022年1月1日时的人口数量为102人。